# Arahnide
Arahnidele (latină Arachnida) sunt o clasă de artropode chelicerate care cuprinde forme cunoscute cu denumirea comună de scorpioni, păianjeni, opilioni, acarieni și altele. Denumirea clasei provine de la cuvântul grecesc αράχνη (arachne) – păianjen, există o legendă despre Arachne, o țesătoare care a fost preschimbată în păianjen de către Atena. Se cunosc în jur de 100 000 specii de arahnide care trăiesc pe uscat, în sol, în apă, parazitează plante, animale și oameni . Cei mai cunoscuți reprezentanți ai clasei sunt: păianjenii, scorpionii, opilionii și căpușele. Știința care se ocupă cu cercetarea arahnidelor se numește - Arahnologie.

## Descriere
Arahnidele se deosebesc de insecte, totuși, uneori păianjenii, căpușele, scorpionii sunt numiți de nespecialiști insecte.
| Caracter                  | Arahnide                                                  | Insecte                         |
| ------------------------- | --------------------------------------------------------- | ------------------------------- |
| Tagmatizare               | 2 regiuni: prosomă (cefalotorace) și opistosomă (abdomen) | 3 regiuni: cap, torace, abdomen |
| Pedipalpii și chelicerele | prezenți                                                  | absenți                         |
| Mandibule și maxile       | absente                                                   | prezente                        |
| Numărul picioarelor       | 4 perechi                                                 | 3 perechi                       |
| Aripi                     | absente                                                   | prezente                        |

## Morfologie externă

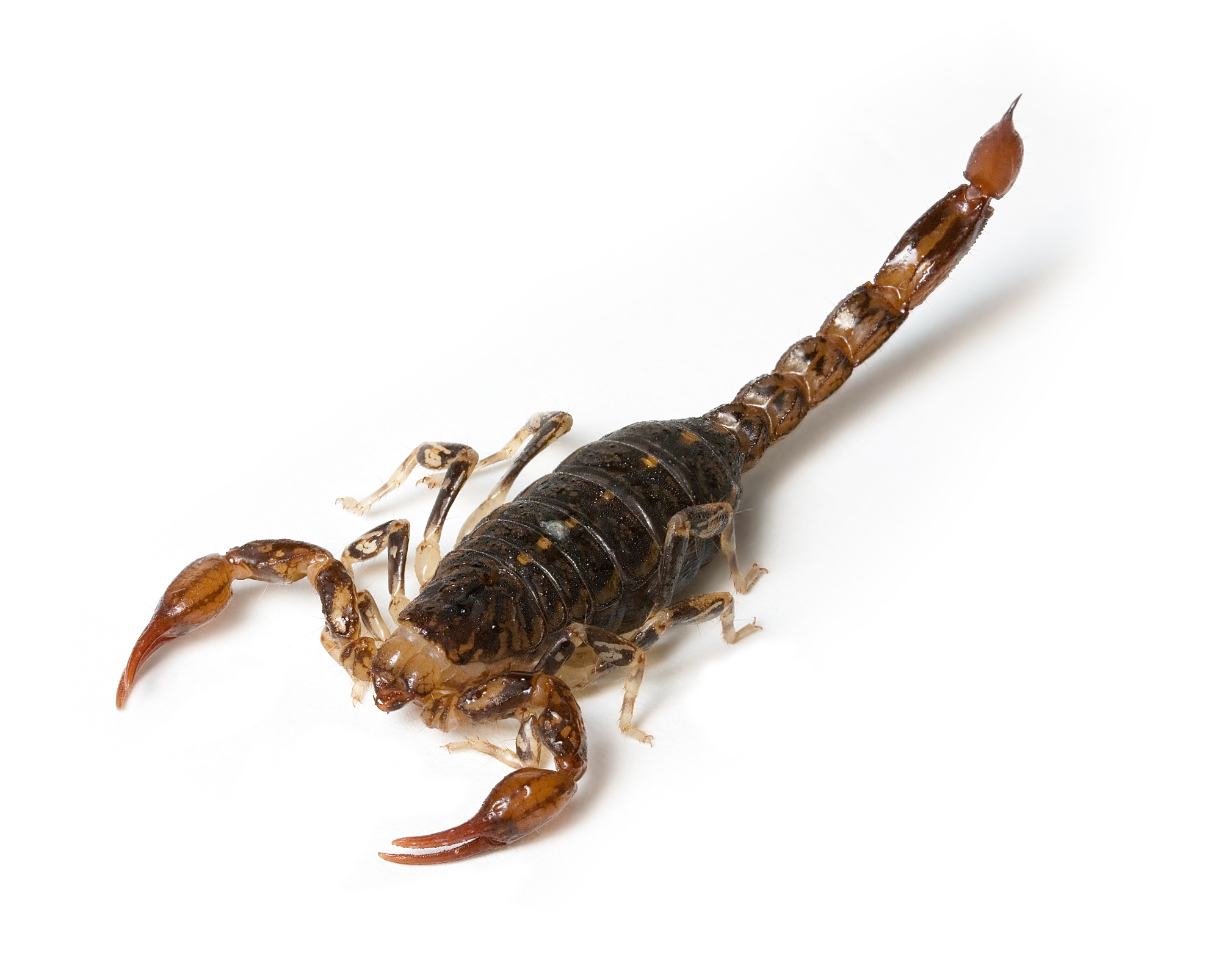
Scorpion (Cercophonius squama)

Arahnidele au corpul alcătuit din două tagme (regiuni) - prosomă (cefalotorace) și opistosomă (abdomen). Ultima, la unele specii, se constituie din 2 regiuni: mezosomă și metasomă. Corpul este acoperit de un exoschelet foarte dur.
Cuticula reprezintă exoscheletul de care sunt atașați mușchii și unele organe interne. Ea este alcătuită din mai multe straturi: un strat extern - epicuticulă, care este subțire și impermeabil, cu o compoziție lipidică. Al doilea strat – exocuticulă, un strat gros, rigid și puternic chitinizat, care reprezintă principala protecție împotriva factorilor de mediu și a dușmanilor, și un strat intern, endocuticulă, de asemenea gros, dar elastic. Cuticula conține lipide, proteine și chitină – substanța organică elastică azotoasă, chimic foarte puternică. Duritate se datorează încrustării chitinei cu proteine speciale. La scorpioni cuticula conține carbonat de calciu (CaCO3). 
Din cauza rigidității cuticulei, creșterea taliei nu poate avea loc la arahnide decât după ce stratul de protecție a fost îndepărtat în timpul năpârlirii. Pentru atingerea taliei adulte, arahnidele năpârlesc de mai multe ori, modificându-și uneori și forma corpului. Cuticula poate avea perișori aspri, excrescențe ale unor celule speciale din epidermă. 
Prosoma reprezintă partea anterioară nesegmentată a corpului. Totuși, la unele ordine se pot deosebi câteva subregiuni. La solifuge, schizomide și palpigrazi prosoma este divizată în trei zone: propeltidiu – zona anterioară și masivă, mezopeltidiu și metapeltidiu, ambele fiind înguste. Anterior, dorsal pe prosomă se găsesc mai multe perechi de ochi mediani și laterali. Ochii arahnidelor au o structura simplă, în comparație cu ochii fasetați ai insectelor, și se mai numesc oceli. Orificiul bucal se deschide ventral și este înconjurat de formațiuni chitinoase implicate în fărâmițarea hranei. Anterior și lateral de orificiul bucal sunt amplasate chelicerele și pedipalpii. Membrele arahnidelor sunt adaptate la mers și alergat, la capturarea prăzii, la pipăit, în unele cazuri la înot, etc. 
Chelicerele sunt prima pereche de membre formate din 2 - 3 articole și se termină cu o excrescență - chelă. Ele sunt utilizate la reținerea și fărâmițarea prăzii. La păianjeni în chelicere sunt localizate glandele veninoase și se termină cu o gheară, fiind folosite pentru injectarea veninului. Iar la pseudoscorpionii în chelicere se deschid canalele unor glande sericigene.
Pedipalpii reprezintă cea de a doua pereche de apendice situate pe prosoma arahnidelor. Ei sunt formați din 6 articole: coxa, trohanter, femur, patelă, tibie și tars. La scorpioni, pseudoscorpioni ș telifonide pedipalpii au forma unor clește masive și puternice, utilizate pentru apucarea, sfâșierea prăzii și în luptele cu inamicii. La opilioni și schizomide pedipalpii se aseamănă morfologic cu membrele locomotoarea. În cazul dat, pedipalpii au rol de organe senzitive (tactile). La păianjeni, la masculi, pe lângă funcția tactilă, pedipalpii îndeplinesc rolul organelor copulatore.
Cele patru perechi de picioare sunt formate din 7 articole: coxa, trohanter, femur, patelă, tibie, bazitars și tars, ultimul purtând gheare. La unele arahnide prima pereche este îngustată și alungită, servind ca organe prehensile tactile. La masculii ricinuleidelor a treia pereche este adaptată pentru transferul spermatoforului în vaginul femelei. Mișcările picioarelor sunt efectuate de mușchi și presiunea hidraulică creată de hemolimfă. Sub presiuna hemolimfei picioarele se extind și se contractă cu ajutorul mușchilor aductori. 
Opistosoma este partea posterioară a corpului arahnidelor. Deși este similară, în cele mai multe privințe, abdomenului insectelor. În opistosomă sunt localizate organele respiratorii, genitale diverticulele intestinale, inima etc. Numărul de segmente și apendice, de asemenea, este diferit. Scorpionii au 13 segmente, însă primul este văzut numai în timpul dezvoltării embrionare, celelalte arahnide au până la 12 segmente. La cele mai multe chelicerate apendicele opistosomale sunt extrem de reduse și prezintă doar structuri specializate, cum ar fi organele filiere la păianjeni sau pieptenii (organe senzitive) la scorpioni. Uneori opistosoma este divizată în mezosomă și metasomă sau pigidiu (scorpioni, telifonide, plpigrazi). Fiecare segment este acoperit de către o placă mai mult sau mai puțin chitinizate. Placa dorsală, mai dură, se numește tergit, cea ventrală – sclerit. Aceste plăci unoectate între ele printr-o membrană pleurală, care este flexibilă.

## Anatomie

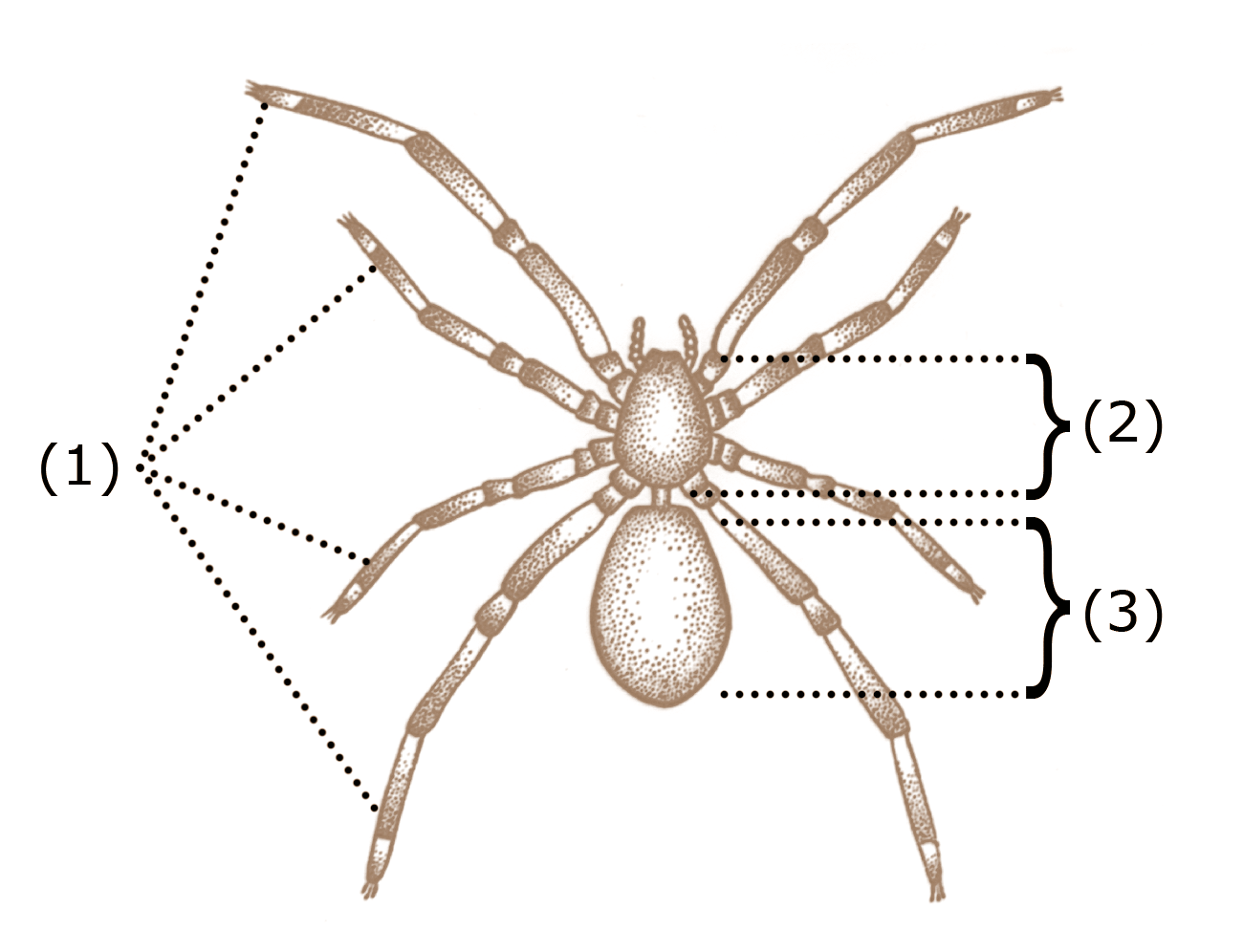
Caracteristicile de bază ale Arahnidelor include patru perechi de picioare (1) și un corp împărțit în două tagme: cefalotorace (2) și abdomen (3).

Musculatura prosomei, bine dezvoltată, pune în mișcare patru perechi de membre locomotoare. La formele parazite, membrele sunt puternic reduse (căpușe). Musculatura metasomei este dispusă dorsal, ventral și dorso-ventral. La arahnide mușchii cu capetele lor se articulează de cuticulă sau de alte structuri dure, cum ar fi endosternitele. Mușchii sunt striați și posedă o capacitate mare de contracție, numită tetanică. Striația mușchilor la arahnide, ca și la celelalte artropode, este mai pronunțată decât la mamifere. 
Sistemul nervos este format din creier, ganglionul subesofagian și lanțul nervos ventral. La unele forme (păianjenii, amblipigieni etc.) ganglionii nervoși sunt puternic concentrați (fuzionați) în regiune prosomică. Creierul este legat de lanțul ganglionar ventral de o comisură circumesofagiană. Creierul este constituit din trei regiuni: protocerebron – anterioară și inervează ochii, deutocerebron – înglobat în masa nervoasă și tritocerebron – transmite nervii spre chelicere. Lanțul ganglionar ventral este reprezentat de o pereche de ganglioni în fiecare segment al corpului (sunt excepții), ganglioni sunt legați între ei prin comisari și conective. Metameria lanțului nervos este evidentă cel mai bine la scorpioni, fiind alcătuit din 7 ganglioni. La solifuge, pe lângă ganglionul subesofagian, lanțul ventral prezintă și un alt ganglion masiv. La păianjeni (cu excepția lifistiidelor), amblipigieni șitelifonide toată masa nervoasă formează doar un creier și un ganglion prosomic. La opilioni, ricinuleide și unii acarieni, creierul și ganglionul sunt contopiți, formând un inel nervos în jurul tubul digestiv anterior. 
Organele de simț. Ochii arahnidelor sunt de două tipuri: convecși și cu tapet, există specii lipsite de ochi. Ochii au o structură simplă (păianjenii au 5 perechi de ochi, iar scorpionii 6), formați din cristalin, corp vitros și retină conectată la nervii optici. În general, vederea e slab-dezvoltată, ochii sesizează variațiile de luminozitate și mișcare, pot diferenția formele obiectelor doar la distanțe apropiate.
Simțul tactil este asigurat de structuri speciale, inclusiv: trihobotrii, organe liriforme, pieptini (specifici scorpionilor) și perișori senzitivi. Trihobotriile sunt fire alungite de păr cu funcții mecanice senzoriale, în special detectarea vibrațiilor și curenților de aer. Aceștia reprezintă perișori proeminenți, fixați într-o capsulă sau cupă. Baza trihibotriilor este înconjurată de o membrană cuticulară care le oferă flexibilitate și mobilitate. Capsula și membrana sunt inervate de patru neuroni. Vibrațiile trihobotriilor se transmite membranei și capsulei, acestea excitând prelungirile neuronale. Spre deosebire de antenele simple conice, trihobotriile au aceeași grosime pe toată lungimea. Trihobotriile lipsesc la solifuge, ricinuleide și opilioni.

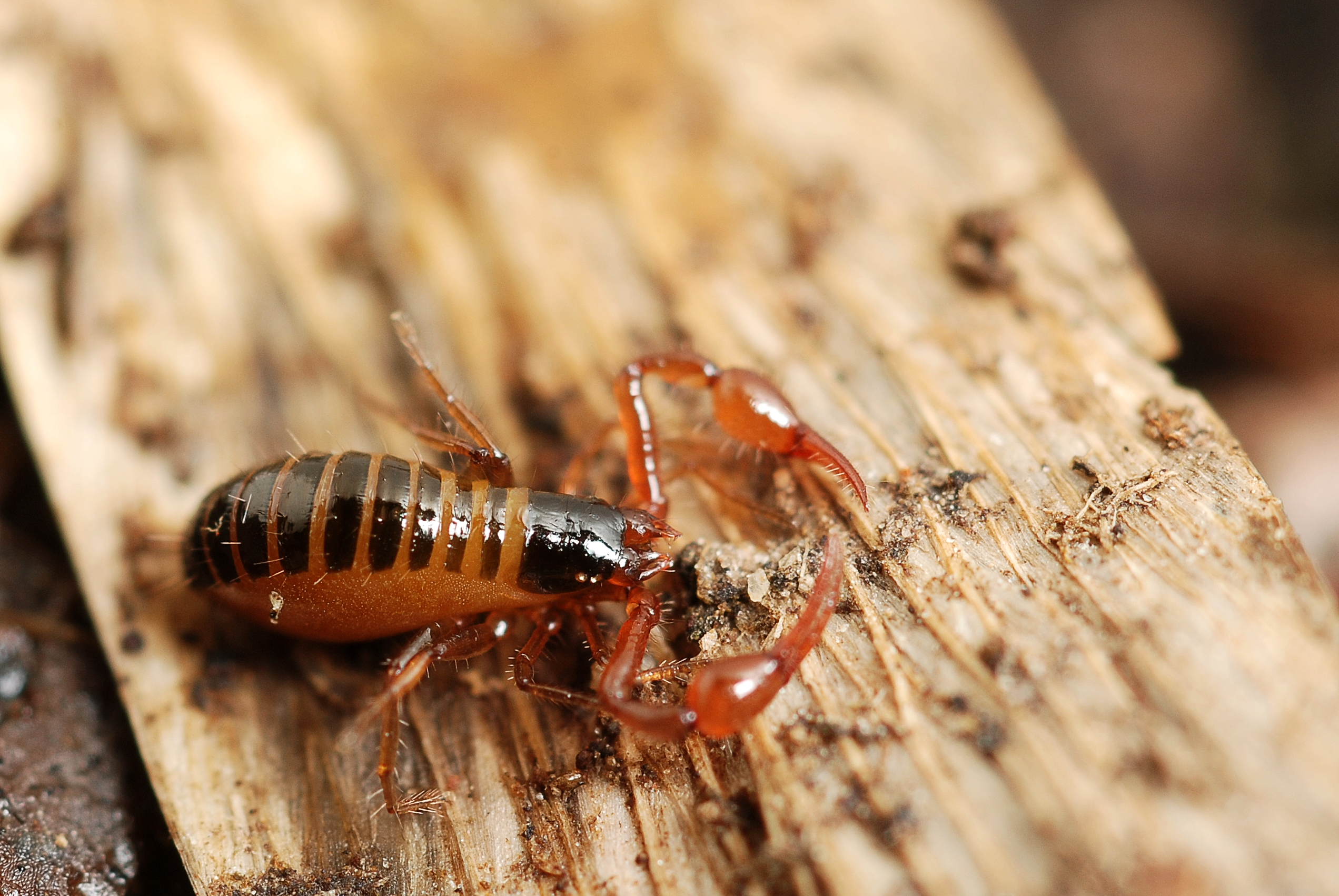
Pseudoscorpion

Sistemul circulator este de tip deschis. La formele cu metamerie bine exprimată, ca scorpionii și solifuge, inima reprezintă un tub alungit, situat în opistosomă, dorsal intestinului, și înzestrată cu 4 – 7 perechi de osteole. La păianjeni și  amblipigieni, inima are numai 3 – 4 perechi de osteole, iar la opilioni numărul lor este 1 – 2. La acarieni inima are aspectul unui sac de la care pornesc până la 4 artere. La majoritatea acarienilor, din cauza dimensiunilor reduse al corpului, sistemul circulator poate lipsi complet. La toate arahnidele inima este învelită în pericard. 
De la capătul anterior și posterior al inimii sau n-mai de la cel anterior, în funcție de ordin, pleacă câte un vas sangvin – aortele anterioară și, respectiv, posterioară. În afară de aceasta, la unele arahnide primitive de la fiecare cameră a inimii pornesc artere laterale. De la capătul distal al aortei și arterelor hemolimfa se varsă în lacune, adică în cavitatea dintre organe (numit și hemocel). De aici, hemolimfa este propulsată în regiunea pericardială a corpului, apoi, prin osteole, ajunge în inimă. 
Hemolimfa reprezintă un lichid care circulă prin sistemul vascular și prin lacunele interstițiale la arahnide. Ea conține apă, săruri minerale, ioni (predominant Na+, Cl-, K+, Mg2+, Ca2+), substanțe organice (în principal proteine, glucide și lipide), la formele pulmonare, și oxigen. Ca pigment respirator, hemolimfa conține hemocianină. Ea reprezintă o proteină sub formă de metaloproteine care conțin doi atomi de cupru, ce se leagă reversibil cu o moleculă de oxigen. Hemocianina dezoxigenată este incoloră, iar prezența oxigenului îi conferă o culoare albastră. Spre deosebire de hemoglobina vertebratelor care este inclusă în celule speciale (eritrocite), hemocianina este dizolvată direct în hemolimfă. În afară de respirație, hemocianina menține un pH relativ constant al mediul intern și homeostaziei. Hemocianina arahnidelor se caracterizează printr-un conținut sporit de azot și scăzut de cupru. Locul biosintezei hemocianinei nu este ilucidat.
Respirația se realizează prin plămâni (saci pulmonari) și trahei. Pot fi prezente ambele structuri sau numai una, în funcție de specie sau ordin. Scorpionii respiră doar prin plămâni, păianjenii – prin trahei și plămâni, acarienii respiră prin trahei sau cuticulă.
Plămânii se găsesc în interiorul cavității opistosomei și se deschid în exterior prin stigme pulmonare. Ei reprezintă invaginări ale cuticulei. În interior, plămânii sunt formați din lamele paralele, puternic vascularizate și bogate în hemolimfă. Distanța dintre lamele este asigurată de butonii cuticulari. În spațiul dintre lamele pătrunde oxigenul atmosferic și aici are loc schimbul de gaze dintre aer și hemolimfă. Structura lamelară mărește suprafața de contact cu aerul. Plămânii sunt amplasați pe partea ventral a opistosomei.                                                                                            
Traheile sunt invaginării în exoscheletul cuticular și au un diametru de câțiva microni. Traheile se ramifică în tubușoare mai mici, numite traheole, care pătrund printre celule și servesc ca rețele de difuzie a apei, oxigenului și dioxidului de carbon. Schimbul de gaze poate fi efectuat prin intermediul unui mecanism activ de ventilație sau pasiv, prin difuzie. Spre deosebire de pulmonate, arahnidele traheate nu dizolvă oxigen în hemolimfă, ci transportă oxigenul direct la organe și țesuturi. Tubul traheal poate să conțină inele spiralate, care previn închiderea traheilor în timpul mișcării. 
Plămânii și traheile se deschid în exterior prin orificii speciale numite stigme.
Aparatul digestiv. Unele arahnide au două perechi de apendice, chelicere și pedipalpi, specializate în apucarea și fărâmițarea prăzii. Tubul digestiv este compus din trei segmente: intestinul anterior, intestinul mediu și intestinul posterior. Orificiul anterior este reprezentat de orificiul bucal, posterior – anus. Intestinul anterior formează o dilatare, acompaniată de mușchi puternici, numită faringe, care servește drept pompă de aspirare a hranei lichefiate. În intestinul anterior se deschid o pereche de glande salivare, conținutul cărora descompun proteinele. Secreția glandelor salivare, alături de venin (la unele forme), introdus în corpului prăzii, transformă conținutul intern într-o masă nutritivă. Astfel, se realizează digestia extrabucală, faza incipientă a digerării hranei. În timpul absorbției, lichidul nutritiv trece printr-un filtru alcătuit din perișori extrem de fini și numeroși din regiunea orificiului bucal, prevenind pătrunderea particulelor solide nedigerate și a unor forme de endoparaziți. După faringe urmează un esofag scurt înconjurat de masa ganglionară cefalică. Intestinul mediu ale tuturor arahnidelor, cu excepția unor acarieni, formează invaginări lungi laterale, ce măresc volumul și suprafața de absorbție a intestinului. La păianjeni, căpușei, opilioni, etc., din regiunea prosomică, spre baza membrelor, dinspre intestin pornesc 5 perechi de cecuri glandulare spre baza picioarelor. În opistosomă se deschid canalele glandei digestive – hepatopacreas, format dintr-o mulțime de diverticule intestinale cu rol dublu. Hepatopancreasul secretă fermenții și absorb nutrienții. Pentru aceasta, epiteliul intestinul are două tipuri de celule: secretoare și de absorbție. La fel în celule de absorbție are loc digestia intercelulară. În continuare tubul digestiv reprezintă un intestin posterior foarte scurt, care spre sfârșit formează un rect, mai dilatat, ce se deschide prin anus.
Arahnidele rezistă mult timp fără să se alimenteze, nutrindu-se cu rezervele stocate în diverticulele intestinale.
Aparatul excretor. Organele excretoare sunt prezentate de glandele coxale și de tuburile lui Malpighi. Glandele coxale sunt responsabile pentru eliminarea metaboliților din prosomă. Ele sunt alcătuite din trei componente: sac, canal în formă de labirint și vezică, terminându-se cu un nefridiopor. Nefridioporul se poate afla la baza primei sau a treia perechi de picioare. Aceste glande elimină cataboliții sub formă de acid uric.
Tuburile lui Malpighi absorb substanțele dizolvate, apa și deșeurile metabolice din hemolimfa arahnidelor. Ele reprezintă tuburi subțiri, alcătuite dintr-un singur strat de celule. Exterminația distală este orbă (închis), iar cealaltă proximal se deschide, de regulă, la limita dintre intestinul mediu și cel posterior. Ramificațiile (canalicule) tuburilor sunt extrem de complicate. Numărul canaliculilor variază în funcție de specii și pot ajunge până la 150 la număr, deși la majoritatea au două tuburi laterale. Ramificațiile tuburilor plutesc liber în hemolimfă și se află în apropierea țesutului adipos. Structura tuburilor conține actină cu rol de sprijin și microvilozității pentru propulsia substanțelor de-a lungul tubulelor.
Preurina este format la nivelul canaliculelor, când deșeurile de azot și electroliții trec prin pereții tuburilor. Deșeurile, cum ar fi ureea și aminoacizi trec prin pereți datorită difuziei, iar ionii de sodiu și potasiu sunt transportați cu ajutorul pompei active de ioni. La nivelul terminal al tuburilor, ionii de potasiu și sodiu sunt reabsorbați înapoi în corp pe aceeași cale, apa prin osmoză, rămânând doar guanina.
Aparatul sexual. Arahnidele sunt animale unisexuate. Glandele genitale sunt situate în opistosomă, de regulă sunt duble, la unele forme ele sunt contopite. Uneori la un sex gonadele sunt perechi, iar la alt sex impare. Așa de exemplu masculii scorpionului au două testicule (fiecare alcătuit din două tu-buri unite prin comisuri), iar femele au un ovar integru alcătuit din trei tuburi longitudinale, unite prin comisuri transversale. La păianjeni glande sexuale sunt perechi, însă în unele cazuri la femelă capetela inferioare sunt fuzionate, formând o glandă unică. De la gonade pornesc două gunuducte pe-rechi, chiar dacă gonada e impară, care în partea anterioară a opistomei se unesc și deschid printr-un orificiu genital situat la toate arahnidele pe primul segment opistosomal. La masculi există diferite glande suplimentare, veziculă seminală, iar la femele se dezvoltă receptaculi seminali. În receptaculi se depozitează spermă până la maturizarea ovulelor. 

### Organe speciale
- Glandele veninoase - produc venin, cu ajutorul căruia prada este paralizată sau ucisă (scorpioni, păianjeni);
- Glandele sericigene - produc mătase utilizată la construcția pânzei, coconilor (păianjeni, pseudoscorpioni).

## Reproducere
Fecundarea este de tip internă, de regulă prin spermatofor dar sunt și excepții rare. La unele forme de arahnide acuplarea este acompaniată de un dans de curtare. Uneori poate să apare o luptă între masculi, câștigătorul rămâne cu femela. Spermatoforul reprezintă un săculeț eliminat de mascul, în care se găsește o porțiune de lichid seminal. Spermatoforul facilitează transferul spermatozoizilor și are rol protector în condițiile vitrege (de exemplu, de deshidratare excesivă). Masculii scorpionilor, pseudoscorpionilor și ale unor acarieni depun un spermatofor pe substrat, iar femela îl preia cu organele genitale externe. În acest moment ambii execută un dans nupțial, ce constă în diferite mișcări de dirijare femelelor spre spermatofor. La unele specii capsula în întregime pătrunde și se păstrează un anumit timp în receptaculul seminal feminin. În alte cazuri, masculii alipesc spermatoforul de corpul femelei și spermatozoizii independent migrează prin oviducte la ovulele maturizate.
Masculii multor arahnide posedă picioare sau membre adaptate la transferul spermatozoizilor, numite gonopode, fiind implicate în copulație. Astfel, la solifuge, spermatoforul, sau sperma, este transferată în vaginul femelei cu ajutorul chelicerelor, la păianjeni - prin intermediul pedipalipilor (înzestrați un bulb seminifer), la ricinuleide - a treia pereche de picioare. Masculii opilionilor prezintă penis și sperma este introdusă direct în căile genitale femele, fără intermediului spermatoforului. La unii acarieni și, posibil, la palpigrazi înmulțirea are loc prin partenogeneză, embrionii dezvoltându-se din ovulele nefecundate. Acest fenomen apare din cauza absenței sau a numărului redus al masculilor.
Cele mai multe arahnide depun ouă. Dar la scorpioni, unii pseudoscorpioni și acarieni se observă viviparitatea – embrionii dezvoltându-se în căile genitale femele (uter sau vagin). Ouăle sunt bogate în vitelus - nutrienți pentru embrion. Ponta este constituită din 1 – 1000 de ouă. Ouăle sunt depuse în sol, printre roci, sub frunze, în fisurile din scoarța copacilor, în cocon, sau anexate de partea ventrală a opistosmei.
La arahnide se întâlnesc diferite tipuri de segmentare în timpul dezvoltării embrionare, dar în majoritatea cazurilor are loc segmentarea superficială. Mai târziu datorită diferențierii blastomerului apare stria embrionară. Stratul ei extern este format din ectoderm, straturile mai profunde reprezintă mezodermul, iar cel mai profund strat, care se găsește în contact cu vitelusul, reprezintă endodermul. În dezvoltarea ulterioară, segmentarea este mai evidențiată și corpul este alcătuit dintr-un număr mai mare de segmente, decât la animalele adulte. Embrionii păianjenilor, de exemplu, sunt alcătuiți din 12 segmente. La eclozare sau naștere juvenilii se aseamănă foarte bine cu părinții, fără metamorfoză. 
De regulă, dezvoltarea postembrionară cuprinde stadiile: larvă, nimfă și adult. La unele ordine stadiul de nimfă cuprinde; protonimfă, deutonimfă și tritonimfă. Trecerea de la un stadiu la altul este însoțită de năpârlirea cuticulei. Pentru a ajunge la stadiul de adult tinerii năpârlesc de 3-5 ori, rareori ajunge până la 10 năpârliri. La maturizare năpârlirea încetează, însă la unele forme (tarantule, amblipigieni) ea are loc periodic pe parcursul întregii vieți. 
De obicei, juvenilii sunt lăsați singuri să-și aibă de grijă, dar se întâlnesc specii care își protejează urmașii. Scorpionii, amblipigienii și unii păianjeni poartă juvenilii în spinare și îi asigură cu hrană. Masculii unor opilioni și femele schizomidelor construiesc cuburi (vizuini) speciale pentru creșterea puilor.

## Ecologie

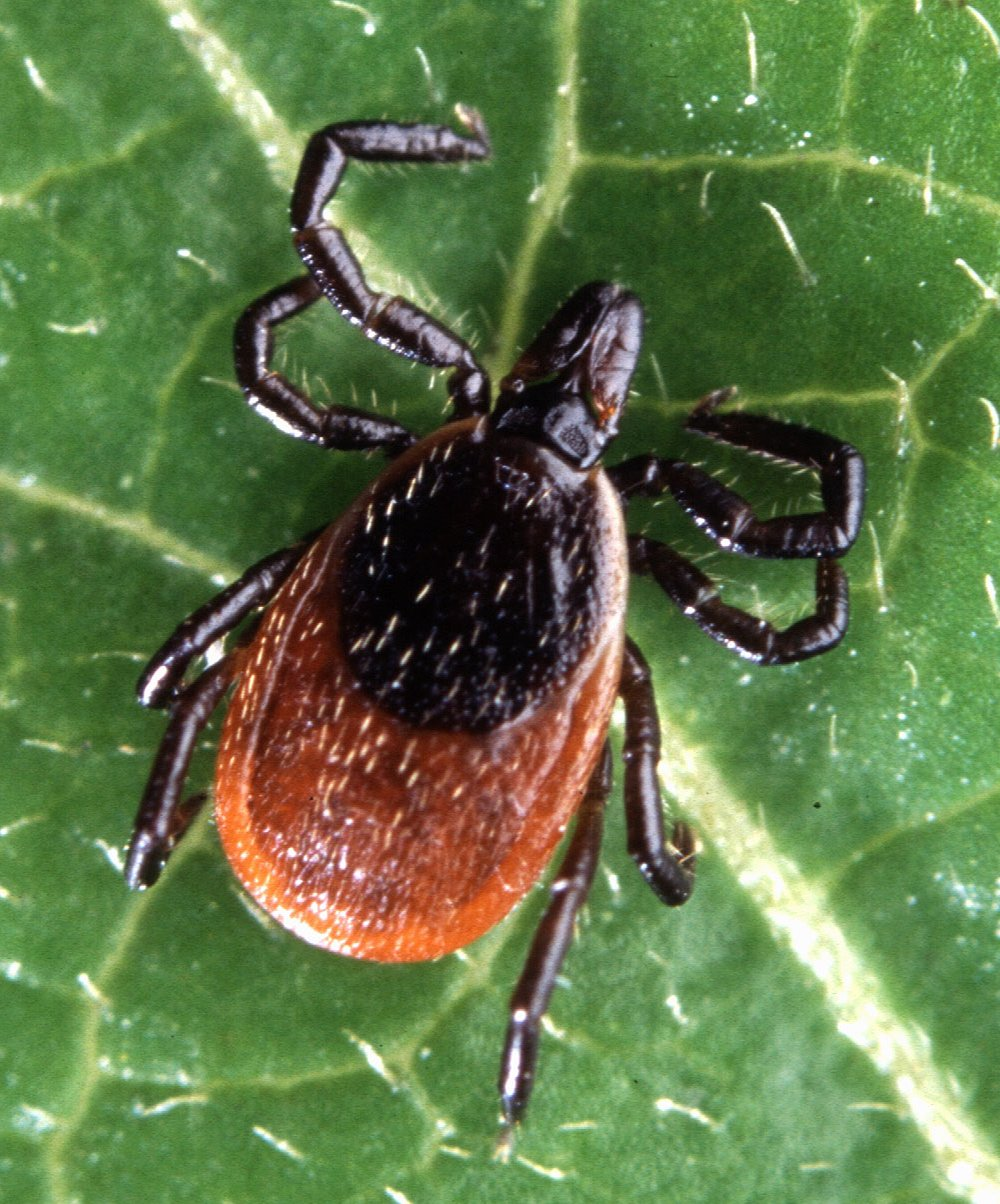
Căpușă

Majoritatea arahnidelor sunt artropode terestre, populând diverse habitate terestre - deșerturi, păduri, tundră, pajiști, munți, solul, peșteri etc. Însă se întâlnesc specii de păianjeni care trăiesc în apele dulcicole (Argyroneta aquatica) și unii acarieni au un mod de viata acvatic dulcicol sau marin. Datorită cuticulei impermeabili ele pot să viețuiască chiar și în deșerturile aride. Majoritatea arahnidelor sunt animale solitare, se întâlnesc în perioada de împerechere. Dar sunt și forme sociale, păianjeni care țes pânze imense, unii amblipigieni, scorpioni. Toate ordinele de arahnide sunt carnivore, vânează prada în diverse moduri. Printre opilioni și acarieni se întâlnesc și specii erbivore sau omnivore, care se hrănesc cu resturi vegetale, animale moarte, ciuperci, sucuri elaborate de plante. Principalele victime ale arahnidelor sunt insectele, miriapodel și alte arahnide, rareori crustacee. Se cunosc specii parazite de acarieni zoo- sau fitofagi. Prada este capturată printr-o vânătoare activă, din ambuscadă. Păianjenii, de exemplu, folosesc pânze. Prada este prinsă cu ajutorul chelicerelor și pedipalpilor, datorită chelei și ghearelor. Remarcabili sunt pedipalpii scorpionilor și pseudoscorpionilor cu aspect de clește. 
Victima este lichefiată  cu ajutorul salivei ș sucurilor digestive, bogate în enzime și fermenți, având loc digestia parțială. Apoi, lichidul rezultat este aspirat de faringele sau de stomacul musculos. La unii reprezentanți orificiul bucal posedă un mecanism de filtrare, constituit din perișori fini în orificiul bucal. Acest mecanism împiedică pătrundere unor particule de cuticulă sau alte impurități. Opilionii sunt lipsiți de perișori, consumând particule solide de hrană, fără vreo digerare anterioară. În general, arahnidele supraviețuiesc perioade îndelungate fără mâncare, până chiar și un an sau mai mult. 
Arahnidele sunt animale atât diurne cât și nocturne. Reprezentanții care trăiesc în habitate aride (scorpioni, solifugele) preferă să iasă la vânătoare noapte, ziua se ascund în vizuini, printre stânci, sub pietre, ferindu-se de temperaturile înalte. Printre arahnide se întâlnesc și forme cavernicole, precum unii a păianjeni, ricinuleide, palpigrazi, schizomide.

## Sistematică

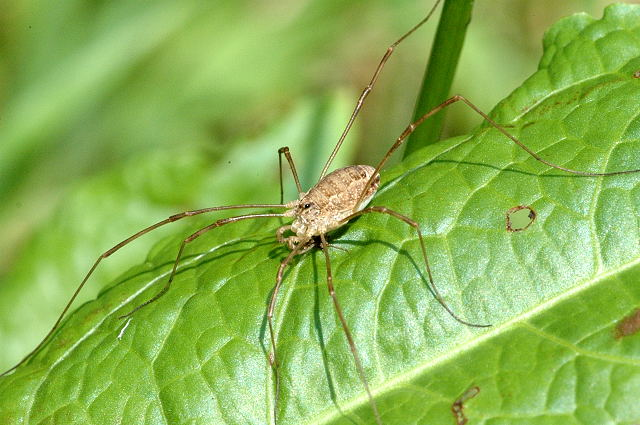
Opilion, (Rilaena triangularis)

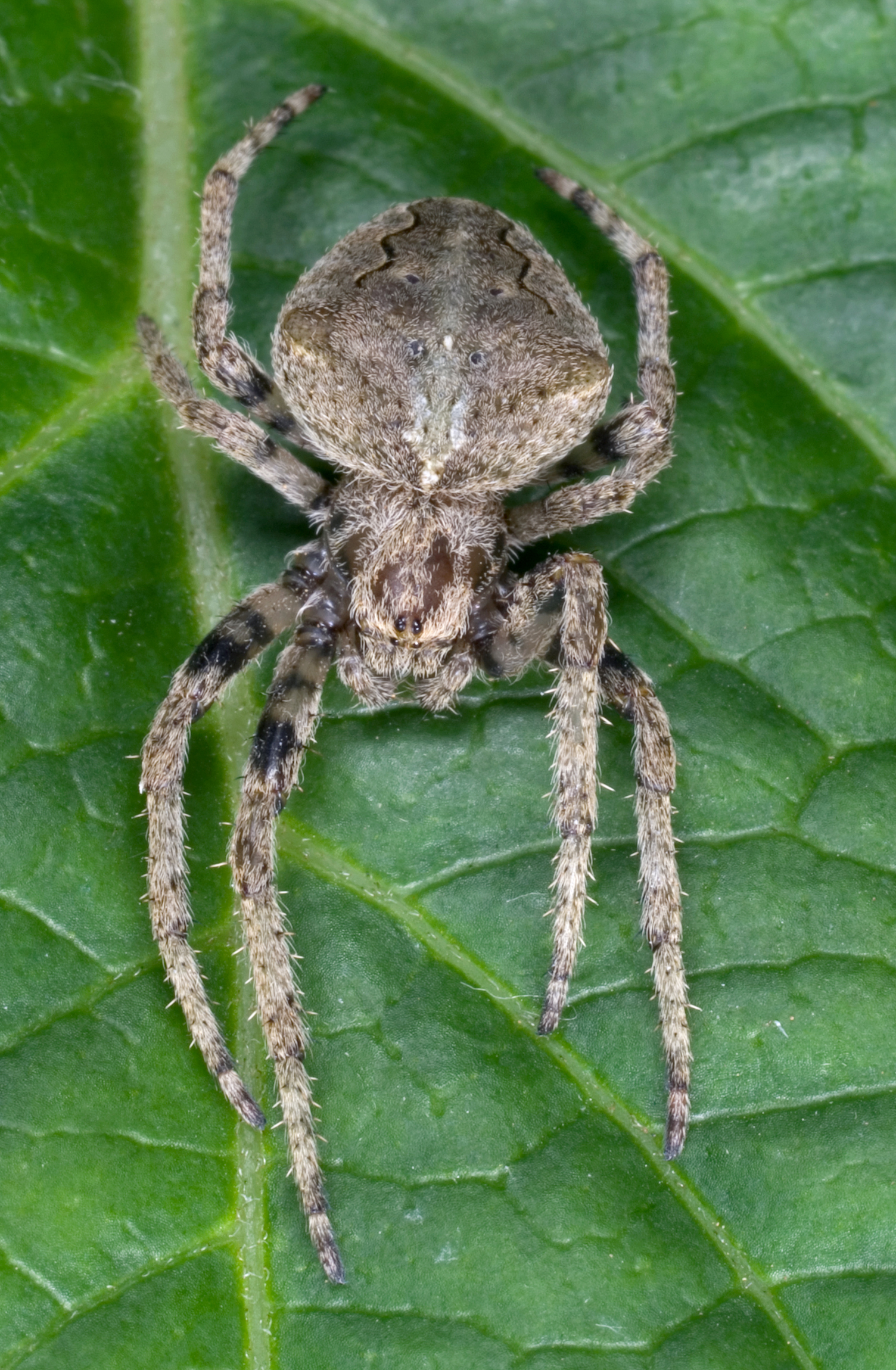
Păianjen, (Araneus ventricosus)

Reprezentanții actuali ai clase Arachnida sunt grupați în 10 - 11 ordine. Principala contraversă o constituie Acari, nu există o înțelegere privind unitatea taxonomică. Unii acariologi susțin că acarienii reprezintă un ordin, alții - subclasă sau chiar clasă. Sistematica internă a grupului este la fel inceartă. În prezent se observă tendința de a divide acarineni în 3 ordine: Acariformes, Parasitiformes și Opilioacariformes. Anterior, Tardigrada și Linguatulidae erau incluse în clasa arahnidelor, în prezent ele fac parte din crustacee.
- †Trigonotarbida (fosilă);
- Araneae — 40 000 specii:
  - Mesothelae;
  - Opisthothelae:
    - Araneomorphae;
    - Mygalomorphae;
- † Phalangiotarbida (fosilă);
- Opiliones — 6 300 specii;
- Palpigradi — 80 specii;
- Pseudoscorpionida — 3 000 specii;
- Ricinulei — 60 specii;
- Schizomida — 220 specii;
- Scorpiones — 2 000 specii;
- Solifugae — 900 specii;
- † Haptopoda (fosilă);
- Thelyphonida — 100 specii;
- Acari — 30 000 specii:
  - Acariformes:
    - Sarcoptiformes;
    - Trombidiformes;

  - Opilioacariformes;
  - Parasitiformes.

## Clasificare dupăITISpână la nivel de familie
| Regn     | Încrengătură | Subâncrengătură | Clasă     | Subclasă | Superordin  | Ordin                          | Subordin                      | Infraordin                           | Superfamilie                       | Familie                   |
| Animalia | Arthropoda   | Chelicerata     | Arachnida | -        | -           | Amblypygi Thorell, 1883        | Euamblypygi Weygoldt, 1996    | -                                    | Charinoidea Quintero, 1986         | Charinidae Quintero, 1986 |
| Animalia | Arthropoda   | Chelicerata     | Arachnida | -        | -           | Amblypygi Thorell, 1883        | Euamblypygi Weygoldt, 1996    | -                                    | Charontoidea Simon, 1892           | Charontidae Simon, 1892   |
| Animalia | Arthropoda   | Chelicerata     | Arachnida | -        | -           | Amblypygi Thorell, 1883        | Euamblypygi Weygoldt, 1996    | -                                    | Phrynoidea Blanchard, 1852         | 2 familii                 |
| Animalia | Arthropoda   | Chelicerata     | Arachnida | -        | -           | Amblypygi Thorell, 1883        | Paleoamblypygi Weygoldt, 1996 | -                                    | Paracharontidae Weygoldt, 1996     | -                         |
| Animalia | Arthropoda   | Chelicerata     | Arachnida | -        | -           | Araneae                        | 6 subordine                   | -                                    | -                                  | -                         |
| Animalia | Arthropoda   | Chelicerata     | Arachnida | -        | -           | Opiliones                      | -                             | -                                    | Phalangodidae                      | -                         |
| Animalia | Arthropoda   | Chelicerata     | Arachnida | -        | -           | Palpigradi Thorell, 1888       | -                             | -                                    | Eukoenenioidea Petrunkevitch, 1955 | 2 familii                 |
| Animalia | Arthropoda   | Chelicerata     | Arachnida | -        | -           | Pseudoscorpiones de Geer, 1778 | 2 subordine                   | -                                    | -                                  | -                         |
| Animalia | Arthropoda   | Chelicerata     | Arachnida | -        | -           | Ricinulei Thorel, 1876         | Neoricinulei Selden, 1992     | -                                    | Ricinoidoidea Ewing, 1929          | Ricinoididae Ewing, 1929  |
| Animalia | Arthropoda   | Chelicerata     | Arachnida | -        | -           | Schizomida Petrunkevitch, 1945 | Hubbardioidea Cook, 1899      | -                                    | 2 familii                          | -                         |
| Animalia | Arthropoda   | Chelicerata     | Arachnida | -        | -           | Scorpiones                     | -                             | -                                    | 16 familii                         | -                         |
| Animalia | Arthropoda   | Chelicerata     | Arachnida | -        | -           | Solifugae Sundevall, 1833      | -                             | -                                    | 12 familii                         | -                         |
| Animalia | Arthropoda   | Chelicerata     | Arachnida | -        | -           | Uropygi Thorell, 1883          | -                             | -                                    | Thelyphonoidea Lucas, 1835         | Thelyphonidae Lucas, 1835 |
| Animalia | Arthropoda   | Chelicerata     | Arachnida | Acari    | Acariformes | Sarcoptiformes                 | Acaridei                      | -                                    | Hyadesidae                         | -                         |
| Animalia | Arthropoda   | Chelicerata     | Arachnida | Acari    | Acariformes | Sarcoptiformes                 | Oribatida Dugès, 1834         | Brachypylina Hull, 1918              | -                                  | -                         |
| Animalia | Arthropoda   | Chelicerata     | Arachnida | Acari    | Acariformes | Sarcoptiformes                 | Oribatida Dugès, 1834         | Enarthronota Grandjean, 1947         | -                                  | -                         |
| Animalia | Arthropoda   | Chelicerata     | Arachnida | Acari    | Acariformes | Sarcoptiformes                 | Oribatida Dugès, 1834         | Holosomata Grandjean, 1969           | -                                  | -                         |
| Animalia | Arthropoda   | Chelicerata     | Arachnida | Acari    | Acariformes | Sarcoptiformes                 | Oribatida Dugès, 1834         | Mixonomata Grandjean, 1969           | -                                  | -                         |
| Animalia | Arthropoda   | Chelicerata     | Arachnida | Acari    | Acariformes | Sarcoptiformes                 | Oribatida Dugès, 1834         | Palaeosomata Grandjean, 1969         | -                                  | -                         |
| Animalia | Arthropoda   | Chelicerata     | Arachnida | Acari    | Acariformes | Sarcoptiformes                 | Oribatida Dugès, 1834         | Parhyposomata Balogh & Mahunka, 1979 | -                                  | -                         |
| Animalia | Arthropoda   | Chelicerata     | Arachnida | Acari    | Acariformes | Trombidiformes                 | -                             | Prostigmata                          | -                                  | 38 de familii             |
| Animalia | Arthropoda   | Chelicerata     | Arachnida | Acari    | Acariformes | Trombidiformes                 | -                             | Sphaerolichida                       | -                                  | -                         |